# Mechanische Reanimationshilfe

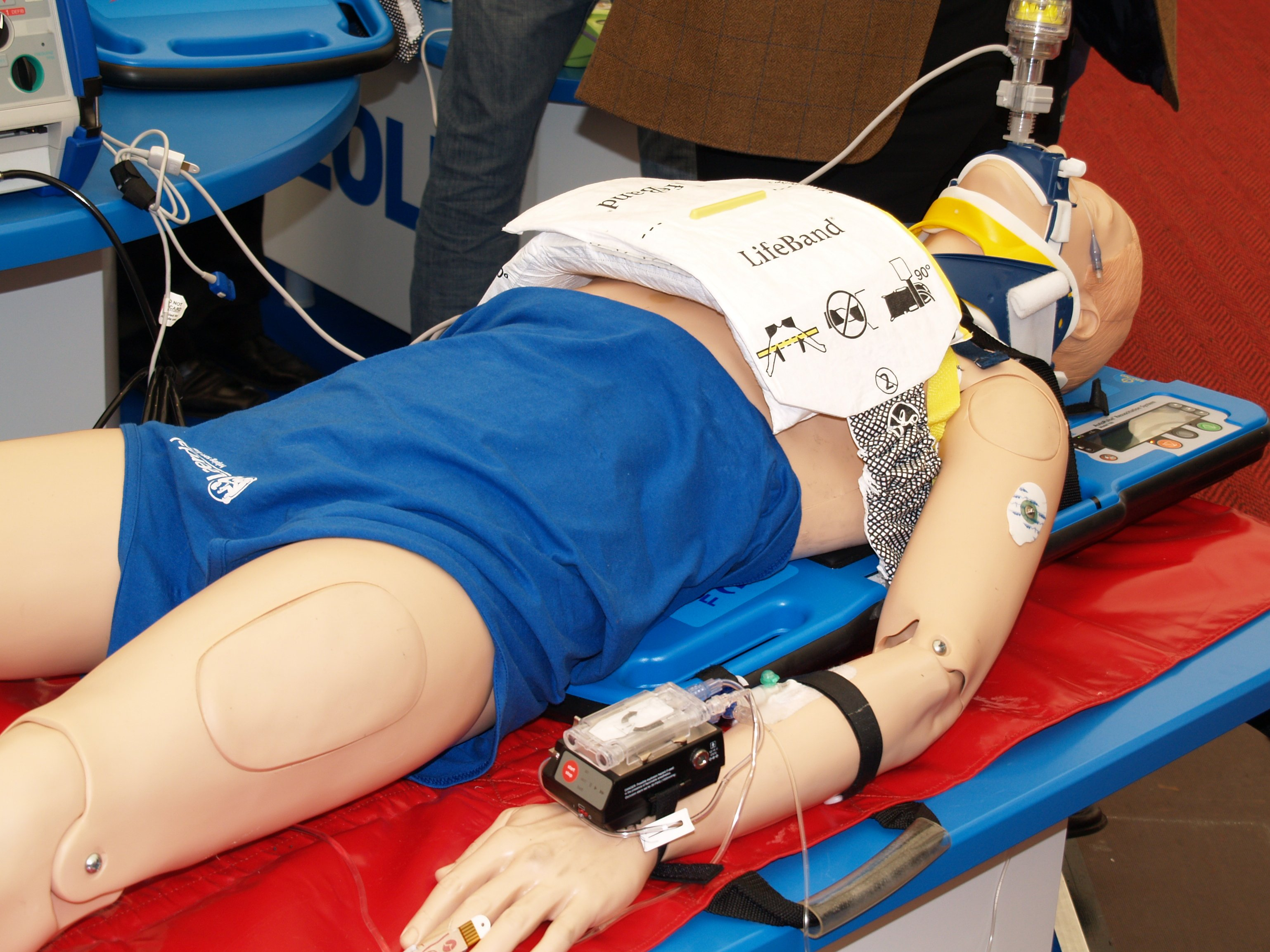
Mechanische Reanimationshilfe AutoPulse

Mechanische Reanimationshilfen sind Geräte, die bei der Reanimation im präklinischen und klinischen Bereich eingesetzt werden. Sie führen die Kompressionen des Thorax während der Reanimation selbständig durch oder erleichtern sie mechanisch. Sie sollen für eine effektivere Reanimation des Patienten sorgen, indem Ermüdungserscheinungen und Ungenauigkeiten bei der Thoraxkompression durch den Helfer verhindert oder verringert werden. Vollautomatische Geräte bieten darüber hinaus noch den Vorteil, dass der Helfer, der bisher für die Thoraxkompressionen zuständig war, nach dem Anlegen des Geräts weitere Maßnahmen durchführen kann, außerdem wird ein Transport unter laufender Reanimation ohne die sonst üblichen Qualitätsverluste ermöglicht. Eine Herzkatheteruntersuchung kann unter laufender Reanimation stattfinden, ohne dass sich eine weitere Person der Röntgenstrahlung während der Durchleuchtung aussetzen muss.
Ein Nachteil an allen Geräten ist, dass sie bei Patientengruppen wie kleinen Kindern oder sehr stark Übergewichtigen nicht zum Einsatz kommen können und dass das Rettungsdienstpersonal ein weiteres Gerät zum Patienten mitnehmen muss. Außerdem müssen zur Anlage des Gerätes die manuellen Thoraxkompressionen unterbrochen werden.
Die Geräte, welche zuerst unter den Bezeichnungen Thumper (zur Thoraxkompression), Cardio Pump (1992 entwickeltes Gerät mit aktiver Kompression-Dekompression, ACD) oder „Lifestick“ (mit sequentieller thorako-abdominaler ACD-Technik) auf den Markt gekommen waren, sollten sich dabei an den aktuellen Richtlinien des ERC zum Thema Reanimation, bezogen auf Drucktiefe, Druckpunkt und Frequenz der Kompressionen orientieren. In diesen Guidelines wird hervorgehoben, dass verlängerte Reanimationsversuche, zum Beispiel während einer Thrombolysetherapie bei Patienten mit dem Verdacht auf eine Lungenembolie, bei ausgewählten Patienten mit mechanischen Reanimationshilfen möglich gemacht werden und auch während eines Transportes mit einem Rettungsmittel oder während einer Herzkatheteruntersuchung die qualitativ hochwertige Herzdruckmassage durchgeführt werden kann.
Diese Geräte werden sowohl im klinischen als auch im präklinischen Bereich genutzt. Studien behandeln schwerpunktmäßig die Verbesserung der koronaren Durchblutung, das Wiederauftreten einer eigenständigen Blutzirkulation (sog. ROSC –  Return of spontaneous circulation) und das Outcome des Patienten, vor allem bezogen auf das Überleben des akuten Kreislaufstillstands als auch das Überleben nach mehreren Tagen und das Neurologische Outcome (neurologische Schäden des Patienten). Die Studienergebnisse sind von Gerät zu Gerät teilweise stark unterschiedlich. In einer Studie aus Wien wurden zwar schlechtere Überlebenswahrscheinlichkeiten bei der Anwendung des LUCAS-Systems gefunden, diese waren jedoch nicht statistisch signifikant. Nach dem Wissensstand von 2015 ist eine routinemäßige Anwendung bei jeder Reanimation nicht vertretbar.